# Jogos Asiáticos de 1994

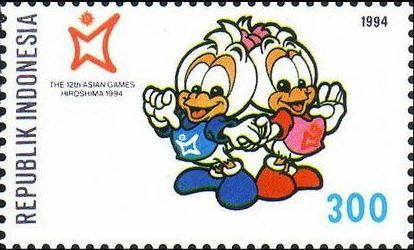
Selo indonésio de 1994 em comemoração aos Jogos Asiáticos de 1994. Na imagem estão representados os mascotes oficiais

Os Jogos Asiáticos de 1994 foram a décima segunda edição do evento multiesportivo realizado na Ásia a cada quatro anos. O evento foi realizado em Hiroshima, no Japão.
Tendo como seu principal tema a paz e a harmonia entre as nações, assinalado ainda pela própria cidade, um dos dois locais japoneses que sofreram com um ataque nuclear em 1945, estes Jogos tiveram como logotipo de Hiroshima, traços que desenhavam uma pomba, representando a paz, e a letra "H", inicial do nome da cidade. Trouxe também o sol vermelho, símbolo do Conselho Olímpico da Ásia e elemento presente em todos os logotipos de eventos organizados pela entidade. PoPPo e CuCCu, um casal de pombos, foram os mascotes escolhidos entre mais de treze mil propostas. Os mascotes apareceram também como pictogramas dos esportes.

## Países participantes
42 países participaram do evento:
| - Afeganistão - Arábia Saudita - Bangladesh - Bahrein - Brunei - Butão - Camboja - China - Coreia do Sul - Emirados Árabes Unidos - Filipinas - Hong Kong - Índia - Indonésia | - Japão - Cazaquistão - Kuwait - Irão - Iêmen - Jordânia - Laos - Líbano - Macau - Malásia - Maldivas - Birmânia - Mongólia - Nepal | - Omã - Palestina - Paquistão - Catar - Quirguistão - Sri Lanka - Singapura - Síria - Taipé Chinesa - Tajiquistão - Tailândia - Turquemenistão - Uzbequistão - Vietname |

## Esportes
36 modalidades, dos 34 esportes, formaram o programa dos Jogos:
| - Atletismo - Badminton - Basquetebol - Beisebol - Boliche - Boxe - Canoagem - Caratê - Ciclismo - Esgrima - Futebol | - Ginástica - Golfe - Handebol - Hipismo - Hóquei - Judô - Kabaddi - Levantamento de peso - Lutas - Natação - Pentatlo moderno | - Remo - Sepaktakraw - Softbol - Taekwondo - Tênis - Tênis de mesa - Tiro - Tiro com arco - Vela [a] - Voleibol - Wushu |

- Notaa : o Concelho Olímpico da Ásia lista a vela e o iatismo como esportes distintos em 1994.

## Quadro de medalhas
País sede destacado.
| Ordem | País                   | Medalha de ouro | Medalha de prata | Medalha de bronze |       |
| ----- | ---------------------- | --------------- | ---------------- | ----------------- | ----- |
| 1     | China                  | 125             | 83               | 58                | 266   |
| 2     | Japão                  | 64              | 75               | 79                | 218   |
| 3     | Coreia do Sul          | 63              | 56               | 64                | 183   |
| 4     | Cazaquistão            | 25              | 26               | 26                | 77    |
| 5     | Uzbequistão            | 10              | 11               | 19                | 40    |
| 6     | Irã                    | 9               | 9                | 8                 | 26    |
| 7     | Taipé Chinesa          | 7               | 12               | 24                | 43    |
| 8     | Índia                  | 4               | 3                | 15                | 22    |
| 9     | Malásia                | 4               | 2                | 13                | 19    |
| 10    | Catar                  | 4               | 1                | 15                | 20    |
| 11    | Indonésia              | 3               | 12               | 11                | 26    |
| 12    | Tailândia              | 3               | 9                | 13                | 25    |
| 13    | Síria                  | 3               | 3                | 1                 | 7     |
| 14    | Filipinas              | 3               | 2                | 8                 | 13    |
| 15    | Kuwait                 | 3               | 1                | 5                 | 9     |
| 16    | Arábia Saudita         | 1               | 3                | 5                 | 9     |
| 17    | Turquemenistão         | 1               | 3                | 3                 | 7     |
| 18    | Mongólia               | 1               | 2                | 6                 | 9     |
| 19    | Vietname               | 1               | 2                |                   | 3     |
| 20    | Singapura              | 1               | 1                | 5                 | 7     |
| 21    | Hong Kong              |                 | 5                | 7                 | 12    |
| 22    | Paquistão              |                 | 4                | 6                 | 10    |
| 23    | Quirguistão            |                 | 4                | 5                 | 9     |
| 24    | Jordânia               |                 | 2                | 2                 | 4     |
| 25    | Emirados Árabes Unidos |                 | 1                | 3                 | 4     |
| 26    | Macau                  |                 | 1                | 1                 | 2     |
| 26    | Sri Lanka              |                 | 1                | 1                 | 2     |
| 28    | Bangladesh             |                 | 1                |                   | 1     |
| 29    | Brunei                 |                 |                  | 2                 | 2     |
| 29    | Myanmar                |                 |                  | 2                 | 2     |
| 29    | Nepal                  |                 |                  | 2                 | 2     |
| 29    | Tajiquistão            |                 |                  | 2                 | 2     |
| TOTAL | TOTAL                  | 335             | 335              | 411               | 1 081 |